# Тшемешно-Любуське
Тшемешно-Любуське (пол. Trzemeszno Lubuskie) — село в Польщі, у гміні Суленцин Суленцинського повіту Любуського воєводства.
Населення — 672 особи (2011).
У 1975-1998 роках село належало до Гожовського воєводства.

## Демографія
Демографічна структура станом на 31 березня 2011 року:
|          | Загалом | Допрацездатний вік | Працездатний вік | Постпрацездатний вік |
| -------- | ------- | ------------------ | ---------------- | -------------------- |
| Чоловіки | 319     | 58                 | 231              | 30                   |
| Жінки    | 353     | 65                 | 218              | 70                   |
| Разом    | 672     | 123                | 449              | 100                  |